# Пеания
Пеани́я (греч. Παιανία) — город в Греции. Расположен на высоте 160 метров над уровнем моря у восточного подножия Имитоса, на равнине Месогея, в 9 километрах к северо-востоку от Афинского международного аэропорта «Элефтериос Венизелос» и 11 километрах к юго-востоку от центра Афин. Административный центр одноимённой общины (дима) в периферийной единице Восточная Аттика в периферии Аттика. Население 14 595 жителей по переписи 2011 года.
До 1915 года назывался Льопеси (греч. Λιόπεσι). Это название албанского (арнаутского) происхождения, возможно, от алб. lopë «корова», по другой версии от албанского топонима Lopësi. Новое название происходит от дема Древних Афин Пэания в филе Пандионида, родины Демосфена.
Проспект Лавриу (национальная дорога 89 Еракас — Коропион — Лаврион — Сунион) пересекает город.
В Пеании находится художественный музей Ворреса, основанный Йеном Ворресом (1924—2015), димархом Пеании в 1991—1998 годах и автором книги «Последняя Великая Княгиня» («Η Τελευταία των Τσάρων») об Ольге Александровне.

## Сообщество Пеания
Сообщество создано в 1912 году (ΦΕΚ 262Α). В общинное сообщество входит село Арьитея. Население 15 619 жителей по переписи 2011 года. Площадь 43,917 квадратного километра.
| Населённый пункт | Население (2011), человек |
| ---------------- | ------------------------- |
| Арьитея          | 1024                      |
| Пеания           | 14 595                    |

## Население
| Год  | Население, человек |
| ---- | ------------------ |
| 1991 | 9744               |
| 2001 | 12 849             |
| 2011 | ↗ 14 595           |